# Terapia de aceptación y compromiso
La terapia de aceptación y compromiso (ACT, pronunciado "act", del inglés Acceptance and Commitment Therapy) es un tipo de intervención psicológica orientada a la aceptación psicológica y a los valores personales (Hayes, Strosahl y Wilson, 2015; Wilson y Luciano, 2002). Forma parte de las denominadas terapias contextuales o terapias de tercera generación.

## Aspectos básicos
ACT emplea la aceptación, entendida como la capacidad humana de experimentar el estar consciente, en el aquí y el ahora, de las sensaciones, los pensamientos, sentimientos, emociones, recuerdos, imágenes, etc. (eventos privados). Esta capacidad de estar conscientes vendría unida al compromiso de llevar a cabo acciones acordes con los valores personales  y también estaría vinculada con las estrategias de cambio necesarias para aumentar la flexibilidad psicológica. La flexibilidad psicológica hace referencia a la posibilidad de contactar con los eventos privados que ocurren en el presente, tanto como nos sea posible como seres humanos, al tiempo que elegimos bien abandonar o bien persistir en una acción que implica malestar pero que está al servicio de los valores que uno identifica como propios.
ACT sostiene que a la base de los problemas psicológicos se encuentra el lenguaje, haciendo inevitable que en ciertas condiciones surjan pensamientos y sensaciones que puedan vivirse como molestos. El hecho de ser verbales, facilita, además, el que las personas se enreden en luchar contra los propios eventos privados, y persistan en ello a pesar de que con frecuencia los resultados de tales luchas resulten contraproducentes. Mediante metáforas, paradojas y ejercicios experienciales los clientes aprenden a contactar con los pensamientos, sentimientos, recuerdos y sensaciones, tanto los previamente temidos y evitados como cualesquiera otros que surjan. De esta forma, las personas aprenden la habilidad de re-contextualizar estos eventos privados, clarifican lo que les importa en su vida; lo que en el fondo y radicalmente valoran, y adquieren el compromiso con los cambios necesarios en la acción. 
Una asunción básica en ACT es que el sufrimiento psicológico está causado por la “evitación experiencial” (Luciano y Hayes, 2001). Esta se entiende como una amplia gama de comportamientos dirigidos intencionadamente a evitar el contacto con pensamientos, emociones, sentimientos, recuerdos... que son vividos como negativos. El individuo se enzarza así en una lucha que tiene como resultado la rigidez psicológica que aleja a la persona de aquello que en realidad más le importa en la vida. Desde ACT se considera que en los problemas psicológicos juegan un importante papel la “fusión cognitiva” (estar “fusionado” o enredado en los pensamientos, sensaciones...), la tendencia a valorar la experiencia interna como buena o como mala, la evitación experiencial y la tendencia a dar razones o justificaciones del propio comportamiento. La alternativa saludable propuesta desde ACT estaría centrada en la aceptación de las propias reacciones naturales, automáticas e inherentes a la condición humana y la toma de contacto con el momento presente, lo que permitiría elegir más libremente una dirección valiosa, con sentido personal y comprometerse con la acción y los cambios acordes con esa dirección.
ACT se asienta en el Contextualismo Funcional que conecta con la posición del Conductismo Radical y el Interconductismo, en tanto que sostiene que cualquier evento debe interpretarse como un acto inseparable de su contexto actual e histórico. Desde estas perspectivas, es determinante el análisis de las funciones del comportamiento humano, en general, y de los denominados trastornos psicológicos, en particular, a fin de entender su génesis y su persistencia y extensión. El análisis funcional tiene una amplia base experimental, pero el análisis funcional del lenguaje y la cognición ha dejado huella a partir de las investigaciones en las últimas dos décadas sobre la emergencia de nuevos comportamientos, el comportamiento relacional, y la derivación de funciones psicológicas. La teoría que ha comenzado a integrar todos estos hallazgos ha sido denominada Teoría de marcos relacionales (Hayes, Barnes-Holmes y Roche, 2001; Barnes-Holmes, Rodríguez y Whelan, 2005), y los frutos que están emergiendo son esenciales para entender la génesis de sensaciones y pensamientos y tanto la función que muestran como el cambio de tal función. En el ámbito de la psicopatología, esta investigación ha permitido aislar el concepto de Trastorno de Evitación Experiencial, o Evitación Experiencial Destructiva (Hayes, Wilson, Gifford, Follette y Stroshal, 1996; Luciano y Hayes, 2001), como un patrón troncal en la mayoría de los Trastornos Mentales típicamente diferenciados en los sistemas actuales de clasificación. Se trata por tanto de una terapia psicológica que no ha sido diseñada específicamente para un trastorno, sino que puede ser útil en problemas y trastornos muy diversos en el ámbito de la psicología clínica y de la salud (Luciano, 2001; Páez y Gutiérrez, 2012). La aplicación de ACT requiere un complejo proceso de adquisición de habilidades en el que resulta de gran ayuda el entrenamiento y la supervisión para discriminar posibles errores, abordar las barreras personales del terapeuta y mantener el necesario sentido de dirección (Páez y Montesinos, 2016). 
El programa de investigación en torno a la eficacia de ACT y sus fundamentos básicos está todavía en desarrollo. No obstante, ACT ha mostrado su efectividad en numerosos estudios de caso y ensayos clínicos aleatorizados en una amplia gama de aplicaciones (Ruiz, 2010), que van desde el dolor crónico, las adicciones, el tabaquismo, la depresión, la ansiedad, el trastorno por estrés postraumático, la psicosis, el estrés laboral, hasta el duelo complicado o el afrontamiento de enfermedades como el cáncer. Además, ACT en algunos estudios ha mostrado tamaños del efecto superiores (Ruiz, 2012) y en otros inferiores a la terapia cognitivo-conductual (Forman et al., 2012).
Una gran cantidad de ensayos aleatorios controlados apoyan la efectividad de ACT. Sin embargo, es importante tener en consideración que los ensayos aleatorios controlados han sido criticados como metodología, ya que en la mayoría de los casos los hallazgos de tales estudios apoyan la teoría a la que el investigador adhiere. Como señala Opazo (2017):

El “allegiance effect” [efecto de lealtad] se relaciona con la tendencia de los clínicos a encontrar “evidencias” a favor de su propio enfoque… Es tal el grado en el que opera el “allegiance effect” en el ámbito de la psicoterapia, que la orientación o enfoque del investigador es el mejor predictor de los resultados que la investigación arrojará (Smith et al., 1980; Robinson et al., 1990; Luborsky, 1996). De este modo, si el investigador es conductista, el grupo tratado con terapia conductual alcanzará los mejores resultados clínicos en esa investigación; si el investigador es de orientación psicodinámica, los mejores resultados serán alcanzados por los pacientes tratados con terapia psicodinámica. Y así sucesivamente… Incluso estudios aparentemente bien diseñados, pasan a ser contaminados por el “allegiance effect”. (pp. 74-75)

Leykin y DeRubeis (2009) comentan que:

De hecho, algunos investigadores, citando los hallazgos relacionados con la posible influencia de la lealtad [allegiance], han sugerido que el ensayo aleatorio controlado como método de investigación en psicoterapia es fundamentalmente defectuoso y, por lo tanto, tiene poco o ningún valor (p. 55)

Aunque la mayoría de las técnicas que utiliza no son nuevas y provienen de otras tradiciones como la terapia conductual, la terapia gestalt y terapias existencialistas y humanistas (Dougher, 2002; Hayes et al., 1999; Hayes et al., 2015), quienes desarrollaron ACT han realizado muchos ensayos aleatorios controlados que apoyan su efectividad, por lo que ACT ya es considerada una terapia basada en la evidencia con fuerte apoyo de investigación como tratamiento para el dolor crónico y con modesto apoyo de investigación como tratamiento para el trastorno obsesivo-compulsivo, depresión, trastornos de ansiedad mixta, y psicosis por la División 12 de la APA (American Psychological Association).

## Afinidades
ACT, junto a otras intervenciones como la terapia dialéctica conductual, la psicoterapia analítico-funcional y la terapia cognitiva basada en mindfulness han sido agrupados por Steven Hayes (2004) bajo la designación “la tercera ola de terapia cognitivo conductual”. Sin embargo, esta clasificación ha sido criticada y no todos están de acuerdo con ella. Por ejemplo, David Dozois y Aaron T. Beck argumentan que no hay ninguna “nueva ola” y que hay una variedad de extensiones de la terapia cognitiva-conductual, y mencionan que, por ejemplo, la terapia de esquemas de Jeffrey Young vino después de la terapia cognitiva de Beck, pero Young no nombró a sus innovaciones “la tercera ola” o “la tercera generación” de terapia cognitivo conductual.
Las terapias que Steven Hayes agrupa como "TCC de tercera generación" tienen en común que están empírica y teóricamente fundamentadas, son sensibles al contexto y funciones de los fenómenos psicológicos, no a su forma, y en este sentido tienden a enfatizar estrategias de cambio contextual que se añaden a otras estrategias orientadas al cambio directo. Estos tratamientos tienden a buscar la construcción de repertorios amplios, efectivos y flexibles frente a un enfoque más orientado a la supresión o el control de eventos privados que parte de una definición más estrecha de los problemas psicológicos. La tercera ola reformula y sintetiza generaciones anteriores de terapia cognitivo-conductual y las hace avanzar hacia preguntas, cuestiones y dominios abordadas hasta entonces primordialmente por otras tradiciones. 
El énfasis de ACT en la conciencia continua del momento presente, las direcciones valoradas y la acción comprometida es similar a otros enfoques psicoterapéuticos que, a diferencia de ACT, no están tan centrados en la investigación de resultados ni están vinculados conscientemente a un programa básico de ciencias del comportamiento, incluidos enfoques como la terapia Gestalt, Terapia de Morita y otros.
De hecho, Hayes y sus colegas afirmaron en su libro que introdujo ACT que 

“Muchas o incluso la mayoría de las técnicas de ACT han sido tomadas de otros lugares: del movimiento del potencial humano, las tradiciones orientales, la terapia conductual, las tradiciones místicas y similares”.
S. Hayes, K. Strosahl y K. Wilson, 1999, p. 15.

Por otro lado, Wilson, Hayes & Byrd exploraron en profundidad las compatibilidades entre ACT y el tratamiento de 12 pasos para las adicciones y argumentaron que, a diferencia de la mayoría de las otras psicoterapias, ambos enfoques pueden integrarse implícita o explícitamente debido a sus amplios puntos en común. Ambos enfoques respaldan la aceptación como una alternativa al control improductivo. ACT enfatiza la desesperanza de depender de estrategias ineficaces para controlar la experiencia privada, de manera similar, el enfoque de 12 pasos enfatiza la aceptación de la impotencia sobre la adicción. Ambos enfoques fomentan una reorientación amplia de la vida, en lugar de un enfoque estrecho en la eliminación del consumo de sustancias, y ambos otorgan un gran valor al proyecto a largo plazo de construir una vida significativa alineada con los valores de los clientes. ACT y los 12 pasos fomentan la utilidad pragmática de cultivar un sentido trascendente de uno mismo (poder superior) dentro de una espiritualidad individualizada no convencional. Finalmente, ambos aceptan abiertamente la paradoja de que la aceptación es una condición necesaria para el cambio y ambos fomentan una conciencia lúdica de las limitaciones del pensamiento humano.

## Críticas
Varias inquietudes, tanto teóricas como empíricas, han surgido en respuesta a la aparición de ACT. Una preocupación teórica importante es la de que los autores que crearon ACT y las teorías correspondientes del comportamiento humano, la teoría de los marcos relacionales (RFT) y el contextualismo funcional (FC), recomiendan su enfoque como el “santo grial proverbial” de las terapias psicológicas.
Posteriormente, en el prefacio de la segunda edición del libro Acceptance and Commitment Therapy, los autores aclaran que “ACT no ha sido creado para socavar las tradiciones de las que proviene, ni pretende ser una panacea”.
En su artículo Acceptance and commitment therapy: new wave or Morita therapy? (2008) Stefan Hofmann, practicante de la terapia cognitivo conductual de Beck, responde a las críticas que los creadores de ACT habían realizado a la TCC y señala que ACT se parece mucho a otras terapias anteriores, entre ellas la terapia de Morita y la terapia gestalt, y que las técnicas de intervención de ACT no provienen de la teoría que le es específica (teoría de marcos relacionales y ciencia contextual):

“La crítica ofrecida por la ACT contra la TCC se basa en una tergiversación de la evidencia empírica. Además, las estrategias de ACT no son específicas de la teoría y la filosofía subyacentes a ACT. Existen considerables similitudes entre ACT y enfoques holísticos orientales, como la terapia de Morita, que se desarrolló hace 80 años. ... Según Hayes y sus colegas, el objetivo principal de ACT es “tratar la evitación emocional, la respuesta literal excesiva al contenido cognitivo y la incapacidad para hacer y mantener compromisos con el cambio de comportamiento” (Kohlenberg, Hayes y Tsai, 1995, pág.584). Esto parece ser consistente con muchas antiguas terapias humanísticas y enfoques holísticos, como la terapia Gestalt (p. e., Perls, Hefferline y Goodman, 1951). Particularmente sorprendente es la similitud entre ACT y la terapia de Morita (Morita, 1928; traducido al inglés en 1998)”.
Stefan Hofmann

El psicólogo James Coyne señala que S. Hayes y sus colaboradores han manipulado los resultados de algunos ensayos clínicos para que aparezcan como apoyando la efectividad de ACT para reducir la rehospitalización de pacientes psicóticos. Coyne explica que el etiquetado de ACT en el sitio web de la División 12 de la APA cambió después de que él señaló estos problemas:

"Ahora lo ves, ahora no lo ves: "Evidencia sólida" de la eficacia de la terapia de aceptación y compromiso para la psicosis.
El 3 de septiembre de 2012, el sitio web de la División 12 de la APA establecía una calificación de “evidencia sólida” de la eficacia de la terapia de aceptación y compromiso para la psicosis. Yo estaba bastante escéptico. Publiqué enlaces en Facebook y Twitter a una serie de publicaciones de blog (1, 2, 3) en las que previamente yo había desacreditado el estudio que afirmaba demostrar que unas pocas sesiones de ACT reducían significativamente la rehospitalización de pacientes psicóticos.  

David Klonsky, un amigo de FB que mantiene el sitio web de tratamiento de la División 12, se puso rápidamente en contacto conmigo e indicó que volvería a evaluar la lista después de leer las publicaciones de mi blog y que ya se había puesto en contacto con el editor de la sección para obtener su evaluación. En un día, el etiquetado se cambió a “designación en revisión a partir del 3 de septiembre de 2012” y ahora (16 de octubre de 2012) es “modesto apoyo de la investigación”.
James C. Coyne

En 2016, William O'Donohue y sus coautores publicaron un artículo titulado "El diseño, la fabricación y la presentación de informes de pruebas débiles y pseudo-pruebas. El caso de ACT", en el que denunciaron manipulación de datos en estudios (ensayos aleatorios controlados) de ACT cuyos resultados apoyan su eficacia. 
Los autores sostienen que examinaron varios ensayos de ACT cuyos estándares habían sido "debilitados y, por lo tanto, vueltos más fáciles de aprobar", y enumeran más de 30 estrategias de manipulación que se pueden utilizar para intentar encontrar evidencia a favor de una terapia. Agregan que los ensayos de ACT tienen muchos de estos problemas, por lo que son "pruebas débiles o pseudo-pruebas". Los métodos incluyen estrategias como: 
- Utilizar una pequeña muestra de clientes que sólo tienen niveles relativamente bajos del problema clínico.
- No asignar los terapeutas de modo aleatorio. Utilizar el terapeuta más avanzado y talentoso en la condición experimental. 
- Utilizar múltiples variables de resultado pero en cualquier declaración priorizar solo aquellas que muestran resultados estadísticamente significativos. 
- No realizar un análisis de los casos fallidos y no informar el porcentaje de pacientes que no cambiaron o empeoraron en la condición experimental.
-  No realizar análisis tanto de los pacientes que completaron la terapia como de los que la abandonaron. No interpretar la deserción como un problema para la condición de tratamiento experimental.
- Seguir ingresando pacientes y haciendo análisis estadísticos hasta que el estudio arroje los resultados deseados y entonces decretar la finalización del estudio.
- No reportar nunca los estudios con hallazgos que no apoyan la eficacia de ACT.
- Hacer afirmaciones a favor de ACT no apoyadas por los datos, etc.
Basándose en conceptos de la filosofía de la ciencia de Karl Popper y la crítica de Popper al psicoanálisis como imposible de falsar, O'Donohue et al. (2016) señalan que los ensayos aleatorios controlados conducidos por Steven Hayes y otros académicos de ACT también tienden siempre a encontrar resultados positivos y confirmaciones de la "efectividad" de ACT.
El libro Systems of Psychotherapy: A Transtheoretical Analysis, de James Prochaska y John Norcross, realiza algunas críticas a las terapias conductuales “de tercera generación” desde el punto de vista de otros sistemas de psicoterapia.